# Ли Инхай
Ли Инхай (кит. трад. 黎英海, пиньинь Li Yinghai) - китайский композитор, музыковед и музыкальный педагог. Провел множество исследований китайской музыки и добился выдающихся достижений. Он является автором книг «Ханьские лады и их гармония», «Упражнения на фортепианную аппликатуру в пентатонических тонах», «Пятьдесят фортепианных народных песен» и др. Его сольные фортепианные пьесы «Sunset Drum» и «Yangguan Trifold» стали классикой китайских фортепианных произведений. Народные песни «Речка течет вода», «Под серебряным лунным светом» и «Гао Литай» в его редакции стали образцом для преподавания вокальной музыки в художественных училищах. А китайская классическая поэзия и авторские песни, такие как созданная им «Ночная пристань у Кленового моста», стали классикой репертуара, часто исполняемой на концертах. После окончания Национальной музыкальной консерватории в 1948 году Ли Инхай в основном занимался преподаванием теории композиции. Он последовательно преподавал в Хунаньском музыкальном колледже, Литературно-художественном колледже Университета Чун Юань, Центральном художественном колледже Южной армии, Шанхайской консерватории, Китайской консерватории и Центральной консерватории.